# アカハラ
アカハラ（赤腹、Turdus chrysolaus）は、スズメ目ツグミ科ツグミ属に分類される鳥。古くは、茶鶫（チャジナイ）と呼ばれていた。

## 分布
- T. c. chrysolaus アカハラ

中華人民共和国南部、台湾、日本、フィリピン北部
夏季に日本で繁殖し、冬季になると中華人民共和国南部や日本、フィリピン北部へ南下し越冬する。日本では繁殖のため本州中部以北に飛来（夏鳥）し、冬季になると本州中部以西で越冬（冬鳥）する。
- T. c. orii オオアカハラ

日本、ロシア（サハリン、千島列島）
夏季に千島列島で繁殖し、冬季になると日本へ南下し越冬する。

## 形態
全長23.5 - 24cm。胸部から腹部側面にかけてオレンジ色の羽毛で覆われ、和名の由来になっている。腹部中央部から尾羽基部の下面（下尾筒）にかけて白い羽毛で覆われる。頭部は暗褐色の羽毛で覆われ、顔や喉は黒ずむ。
上嘴の色彩は黒く、下嘴の色彩は黄色みを帯びたオレンジ色。後肢の色彩は黄色みを帯びたオレンジ色。
メスは喉が白い個体が多い。
- T. c. chrysolaus アカハラ

上面が暗い緑褐色の羽毛で覆われる。
- T. c. orii オオアカハラ

上面が濃い緑褐色の羽毛で覆われ、頭部や喉の黒みが強い。嘴は太くて長い。

## 分類
- Turdus chrysolaus chrysolaus Temminck, 1831 アカハラ
- Turdus chrysolaus orii Yamashina, 1929 オオアカハラ

## 生態
平地から山地にかけての森林に生息する。
食性は動物食傾向の強い雑食で、主に昆虫類を食べるが果実も食べる。
繁殖形態は卵生。山地の森林（北海道や東北地方では平地でも）に巣を作り卵を産む。